# Contea di Otter Tail
La contea di Otter Tail (in inglese Otter Tail County) è una contea dello Stato del Minnesota, negli Stati Uniti. La popolazione al censimento del 2000 era di 57 159 abitanti. Il capoluogo di contea è Fergus Falls.
La contea fu formata nel 1858 e organizzata nel 1868.
La Contea di Otter Tail comprende le Fergus Falls.
Nel 1931, nella città di Pelican Rapids, vi si ritrovò uno dei più antichi fossili umani americani, la cosiddetta Minnesota Woman.

## Geografia fisica

### Territorio
Secondo l'U.S. Census Bureau, la contea ha un'area totale di 2 225 miglia quadre (5 760 km²), di cui 1 972 miglia quadre (5 110 km²) sono terra e 252 miglia quadre (650 km²) (11%) sono coperto da acqua. Otter Tail è una delle 17 contee della savana del Minnesota con più superficie di savana invece di aree di foresta o prateria.
Secondo il sito web ufficiale, la contea di Otter Tail contiene oltre 1 000 laghi e due parchi statali del Minnesota, Maplewood State Park e Glendalough State Park. Il punto più alto della contea di Otter Tail è Inspiration Peak nelle Leaf Mountains, a 1 750 piedi (530 m) piedi sul livello del mare.

#### Contee adiacenti
- Contea di Becker (nord)
- Contea di Todd (sud-est)
- Contea di Douglas (sud)
- Contea di Grant (sud-ovest)
- Contea di Wilkin (ovest)
- Contea di Clay (nord-ovest)

## Storia
I nativi americani usavano l'area per la caccia e la pesca e avevano siti di dimora permanente. Due tribù di Nativi Americani erano in costante conflitto. I Dakota (Sioux) furono spinti dalla loro area di origine dal Ojibwa (Chippewa) durante la fine del XVIII secolo e l'inizio del XIX secolo. Tumuli di sepoltura e gli artefatti possono ancora essere trovati nel territorio della contea. Alcuni dei più antichi resti di nativi americani sono stati trovati vicino Pelican Rapids (Minnesota). I resti, soprannominati Minnesota Girl, furono datati intorno all'11000 a.C. (Museo storico Contea di Otter Tail).
I primi uomini bianchi che entrarono nella contea furono francesi e britannici, commercianti di pellicce. Furono fatti sforzi per istituire postazioni commerciali sui Leaf Lakes e Otter Tail Lake. Alla fine del XIX secolo, la maggior parte delle città fu costruita lungo le linee ferroviarie. Legname e agricoltura erano le principali industrie della contea in quel momento. Le foreste di pini e latifoglie, i sistemi di trasporto e i mercati sono stati determinanti nello sviluppo di Fergus Falls in un centro di legname.

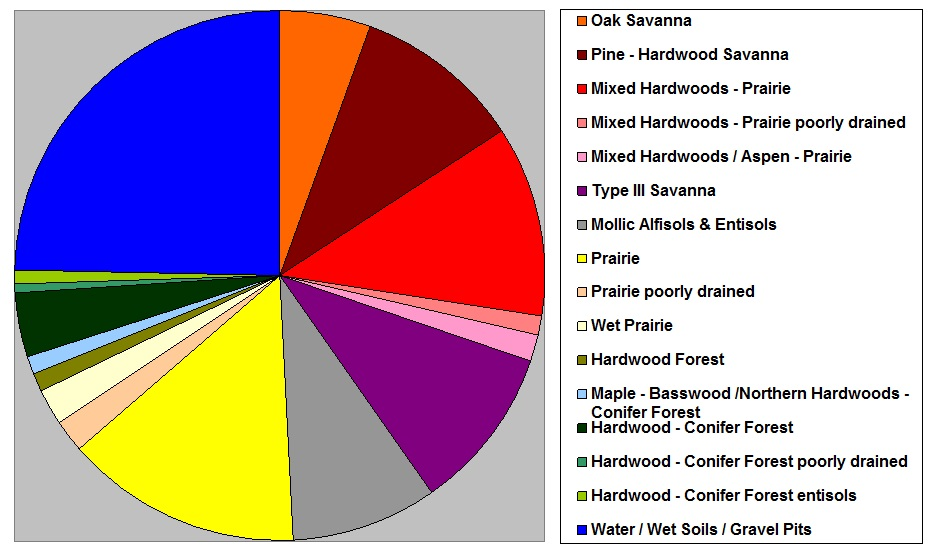
Soils of Otter Tail County

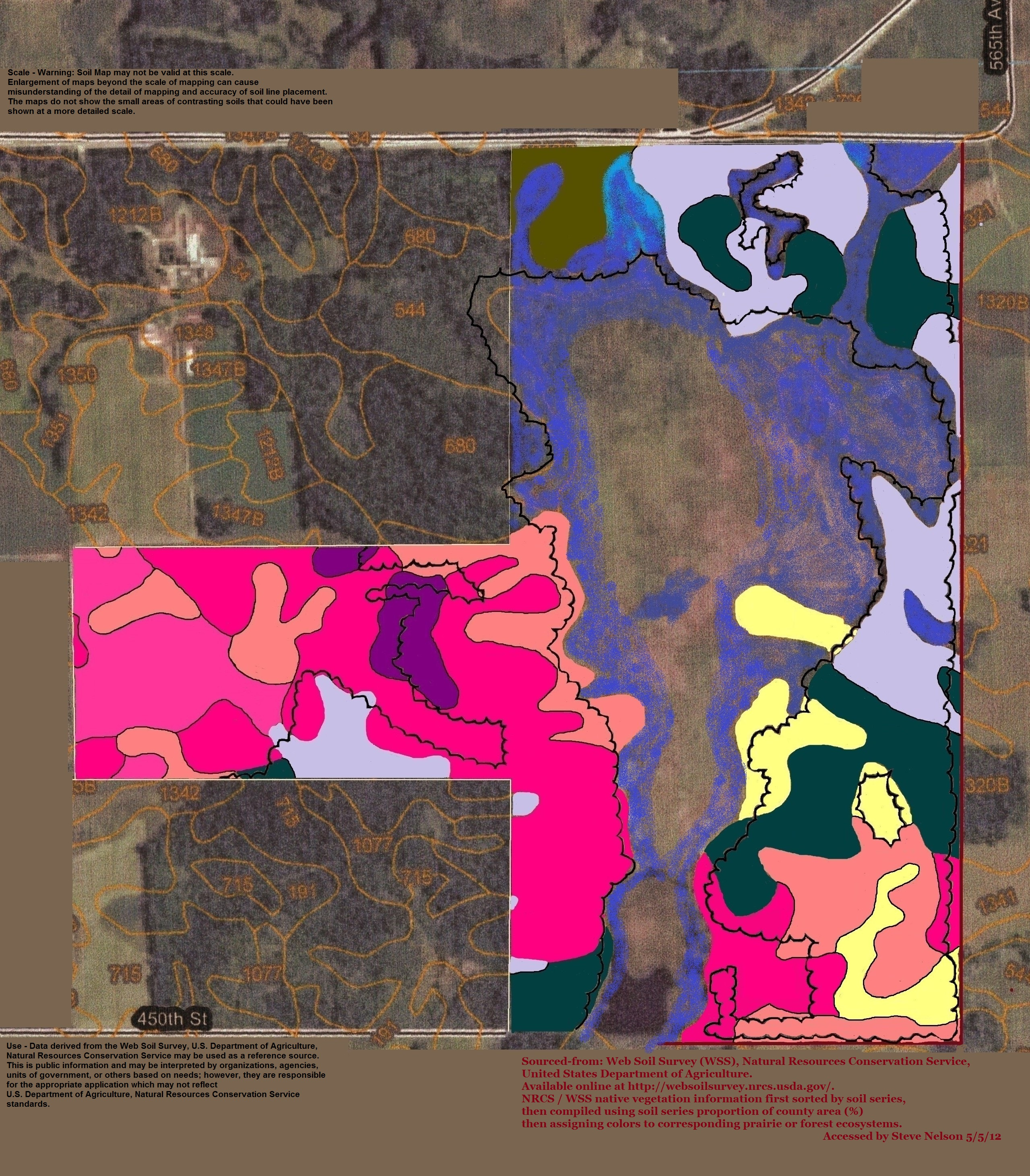
Suoli dell'area Bluff Creek WMA

Nel 1870, la popolazione della contea era di circa 2 000. A quel tempo le principali lingue parlate nella contea erano il Norvegese, lo Svedese, il Tedesco e la Inglese. La contea di Otter Tail fu fondata nel marzo 1858 da un atto legislativo. Fu organizzato nel 1868. Il capoluogo di contea originario era Ottertail City.
Il popolo di Fergus Falls organizzò una nuova contea chiamata Holcomb. Nel 1872, un atto legislativo abolì la Contea di Holcomb, aggiunse altre città a ovest e stabilì Fergus Falls come il capoluogo della Contea di Otter Tail. Ci sono 62 comuni nella contea. La contea prende il nome da Otter Tail Lake e Otter Tail River.

## Società

### Evoluzione demografica

Age pyramid of county residents based on 2000 U.S. census data

A partire dal censimento del 2000, c'erano 57 159 persone, 22 671 nuclei familiari e 15 779 famiglie residenti nella contea. la densità di popolazione era di 29 persone per miglio quadrato (11 / km²). C'erano 33 862 unità abitative con una densità media di 17 per km quadrati (7 / km²). La composizione razziale della contea era 97,11% di bianchi, 0,29% africani americani, 0,51% nativi americani, 0,44% asiatici, 0,05% Isolani del pacifico, 0,84% di altre razze, e lo 0,78% da due o più razze. Gli ispanici o latini di ogni razza era l'1,67% della popolazione. Il 35,5% era di ascendenza tedesca e 31,2% norvegese.
Vi erano 22 671 famiglie, di cui il 30,3% aveva bambini di età inferiore ai 18 anni che vivevano con loro, il 60,1% erano coppie sposate che vivevano insieme, il 6,1% era una donna senza un marito e il 30,4% erano singoli. Il 26,6% di tutte le famiglie era costituito da individui e il 13,30% aveva una persona che viveva da sola e che aveva 65 anni o più. La dimensione media della famiglia era di 2,46 e la dimensione media della famiglia era di 2,98.
Nella contea, la popolazione era distribuita con il 24,9% di età inferiore ai 18 anni, il 7,2% da 18 a 24, il 24,2% da 25 a 44, il 24,7% da 45 a 64 e il 19,0% con un'età pari o superiore a 65 anni. L'età media era di 41 anni. Per ogni 100 femmine c'erano 100,4 maschi. Per ogni 100 femmine di età compresa tra 18 e oltre, c'erano 97,8 maschi.
Il reddito medio per una famiglia nella contea era 35,395 $, e il reddito medio per una famiglia era 42740 $. I maschi avevano un reddito mediano di 30151 $ contro 20930 $ per le femmine. Il reddito pro capite per la contea era 18014 $. Circa il 6,7% delle famiglie e il 10,1% della popolazione erano al di sotto della soglia di povertà, tra cui il 12,1% di quelli di età inferiore ai 18 anni e l'11,1% di quelli di età pari o superiore a 65 anni.

## Politica
Nelle elezioni presidenziali degli Stati Uniti, la contea di Otter Tail è stata principalmente una contea repubblicana.

Durante il periodo della Grande depressione, tuttavia, c'era effettivamente una fazione comunista all'interno della contea. Le aree in cui il movimento era presente nella contea sono oggi piuttosto desolate, tuttavia, durante la metà del 1932, il peggior momento possibile per gli agricoltori, c'erano oltre 900 membri coinvolti in una delle organizzazioni comuniste dello stato.
Quando Franklin D. Roosevelt implementò alcuni dei programmi del New Deal nella contea, la maggior parte del movimento comunista cominciò a perdere terreno. Inoltre, la Guerra d'Inverno in Europa tra la Finlandia e la URSS inasprì il sentimento del comunismo tra i molti immigrati finlandesi (i finlandesi erano una componente importante tra i comunisti dell'epoca). Carl Peltoniemi, ex sostenitore dell'organizzazione, ha dichiarato: "Il movimento comunista all'interno della comunità finlandese si è sostanzialmente concluso all'inizio della Guerra d'Inverno nel 1939-1940".
Fin dalle elezioni presidenziali degli Stati Uniti del 1936, la contea di Otter Tail ha votato repubblicano in tutte le elezioni presidenziali. In effetti, dal 1858, anno in cui il Senato del Minnesota è stato eletto, gli unici democratici a conquistare la contea sono stati Roosevelt e William Jennings Bryan nel 1896.
Nella Camera dei rappresentanti del Minnesota, la Contea di Otter Tail è divisa in due distretti. Distretto 8A e distretto 8B. Entrambi sono rappresentati dai repubblicani Bud Nornes (8A) e Mary Franson (8B). I distretti 8A e 8B costituiscono il distretto 8 Senato del Minnesota, che è rappresentato dal senatore repubblicano Bill Ingebrigtsen.

## Geografia antropica

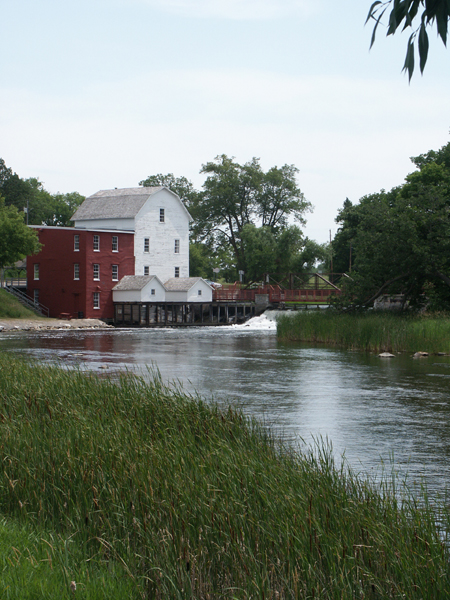
The Otter Tail River as it passes Phelps Mill in Otter Tail County, Minnesota. Photo by Scott Backstrom. June 2004

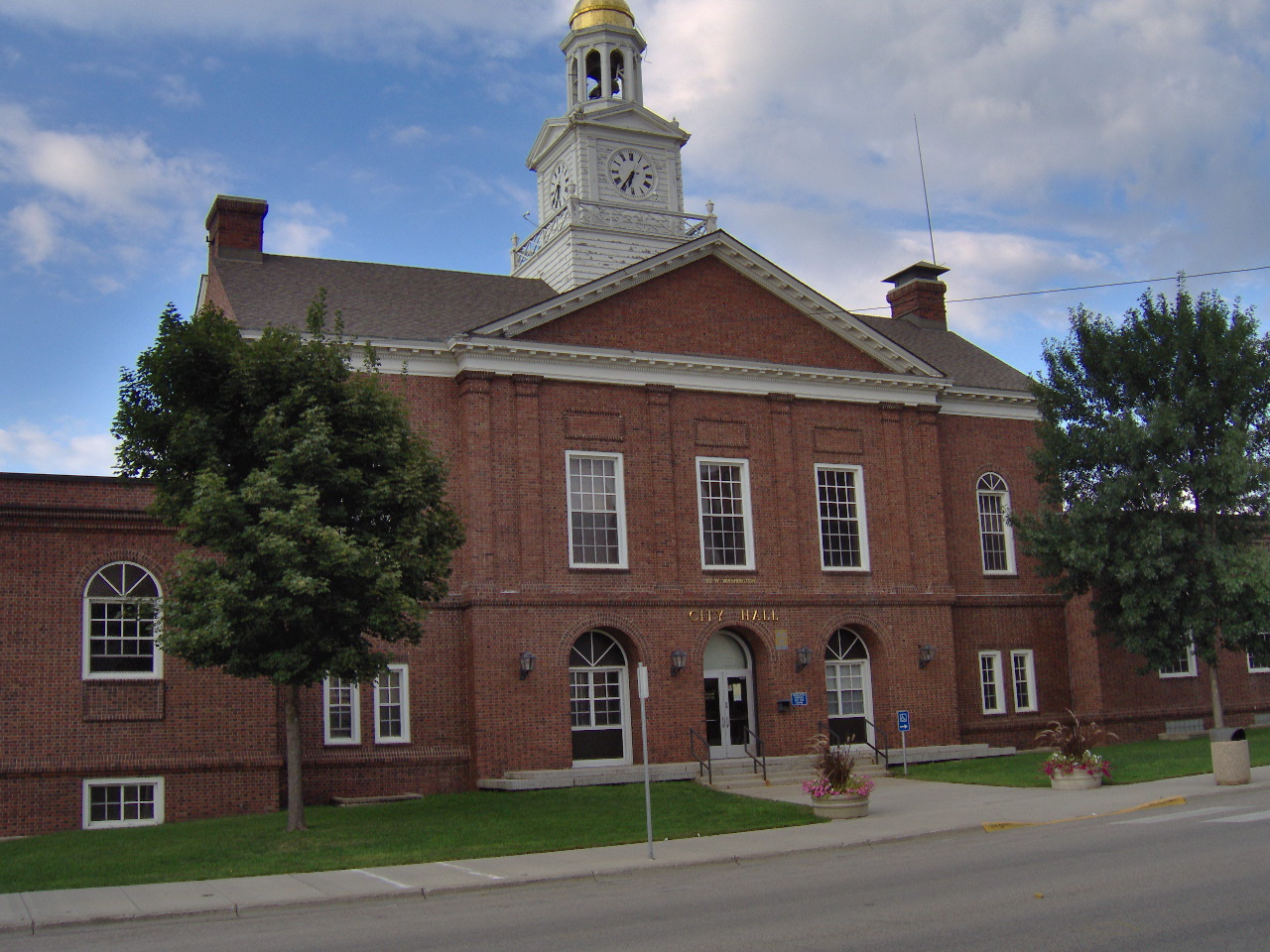
Fergus Falls City Hall in Fergus Falls, Minnesota.

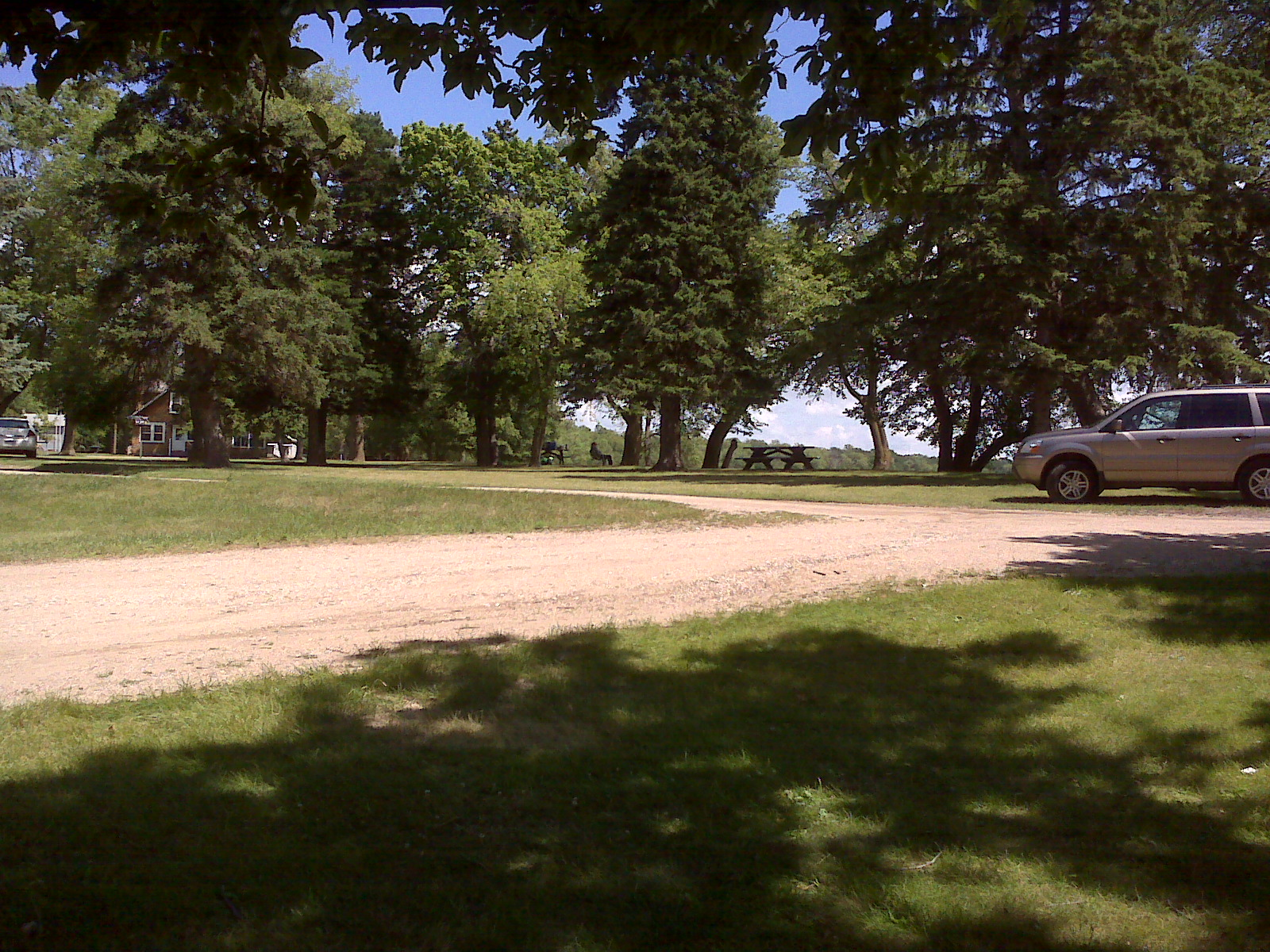
This is a scene of one of Glendalough State Park's picnic and beach areas. The park is close to Battle Lake, Otter Tail County. Photo by James Benjamin Bleeker. 18 July 2010

### Suddivisioni amministrative

#### Città
- Battle Lake
- Bluffton
- Clitherall
- Dalton
- Deer Creek
- Dent
- Elizabeth
- Erhard
- Fergus Falls (capoluogo)
- Henning
- New York Mills
- Ottertail
- Parkers Prairie
- Pelican Rapids
- Perham
- Richville
- Rothsay (diviso con la Contea di Wilkin)
- Underwood
- Urbank
- Vergas
- Vining
- Wadena (diviso con la Contea di Wadena)

#### Frazioni
- Aastad Township
- Amor Township
- Aurdal Township
- Blowers Township
- Bluffton Township
- Buse Township
- Butler Township
- Candor Township
- Carlisle Township
- Clitherall Township
- Compton Township
- Corliss Township
- Dane Prairie Township
- Dead Lake Township
- Deer Creek Township
- Dora Township
- Dunn Township
- Eagle Lake Township
- Eastern Township
- Edna Township
- Effington Township
- Elizabeth Township
- Elmo Township
- Erhards Grove Township
- Everts Township
- Fergus Falls Township
- Folden Township
- Friberg Township
- Girard Township
- Gorman Township
- Henning Township
- Hobart Township
- Homestead Township
- Inman Township
- Leaf Lake Township
- Leaf Mountain Township
- Lida Township
- Maine Township
- Maplewood Township
- Newton Township
- Nidaros Township
- Norwegian Grove Township
- Oak Valley Township
- Orwell Township
- Oscar Township
- Otter Tail Township
- Otto Township
- Paddock Township
- Parkers Prairie Township
- Pelican Township
- Perham Township
- Pine Lake Township
- Rush Lake Township
- Scambler Township
- St. Olaf Township
- Star Lake Township
- Sverdrup Township
- Tordenskjold Township
- Trondhjem Township
- Tumuli Township
- Western Township
- Woodside Township

#### Comunità non incorporate
- Butler
- Carlisle
- Dunvilla
- Heinola
- Luce
- Parkton
- Richdale
- Topelius
- Wall Lake
- Wrightstown

## Infrastrutture e trasporti

### Strade
- Interstate 94
- U.S. Highway 10
- U.S. Highway 52
- U.S. Highway 59
- Minnesota State Highway 29
- Minnesota State Highway 34
- Minnesota State Highway 78
- Minnesota State Highway 106
- Minnesota State Highway 108
- Minnesota State Highway 210
- Minnesota State Highway 228
- Minnesota State Highway 235
- Minnesota State Highway 297

### Aeroporti
Elenco degli aeroporti presenti nel territorio della contea di Otter Tail:
- Fergus Falls Municipal Airport (FFM) a Fergus Falls
- Henning Municipal Airport (05Y) a Henning
- New York Mills Municipal Airport (25Y) a New York Mills
- Pelican Rapids Municipal Airport (47Y) a Pelican Rapids
- Perham Municipal Airport (16D) a Perham
- Wadena Municipal Airport (ADC) a Wadena